# Opel Signum
Opel Signum – samochód osobowy klasy średniej produkowany przez niemiecką markę Opel w latach 2003 – 2008. 

## Historia i opis modelu

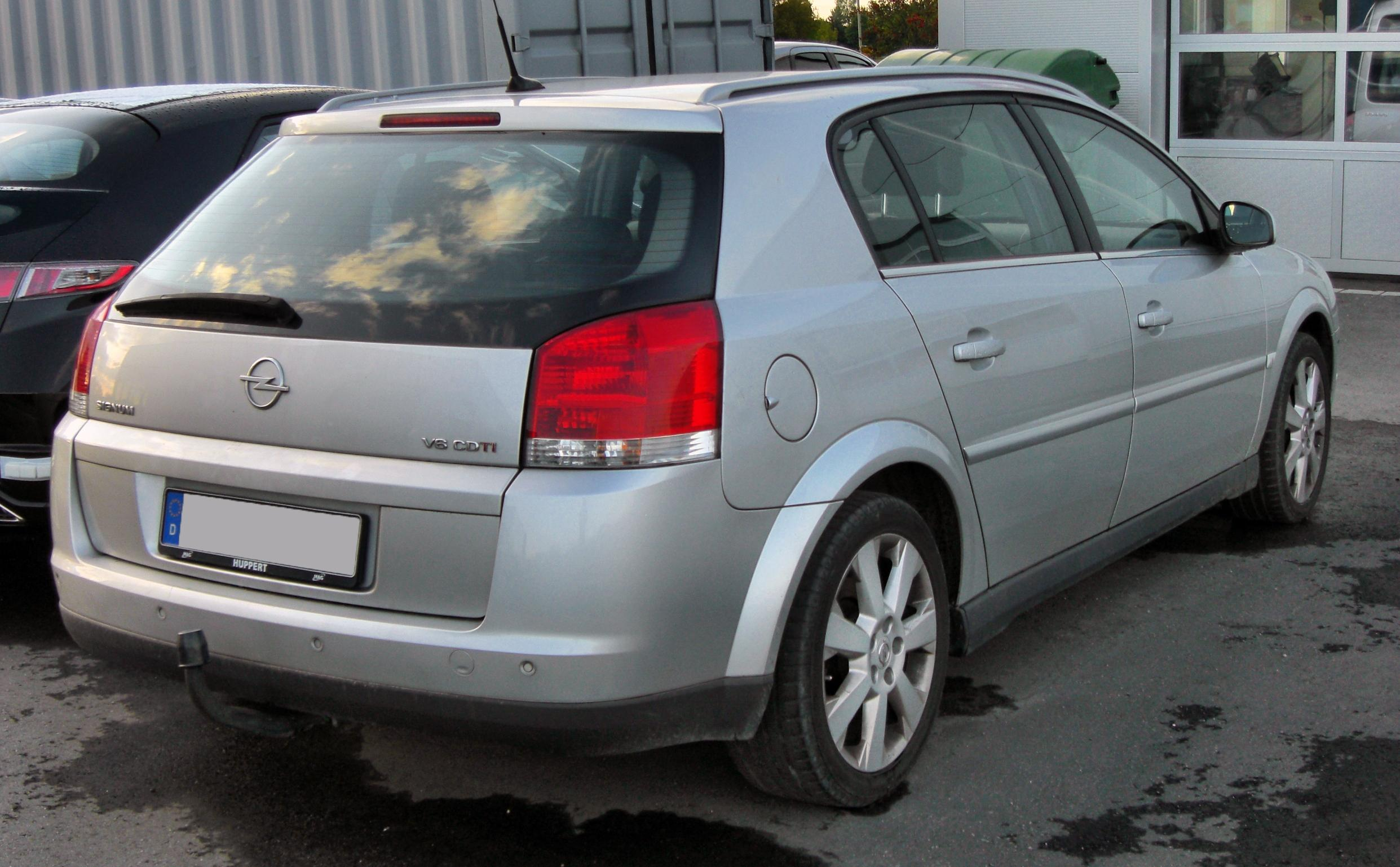
Opel Signum - tył

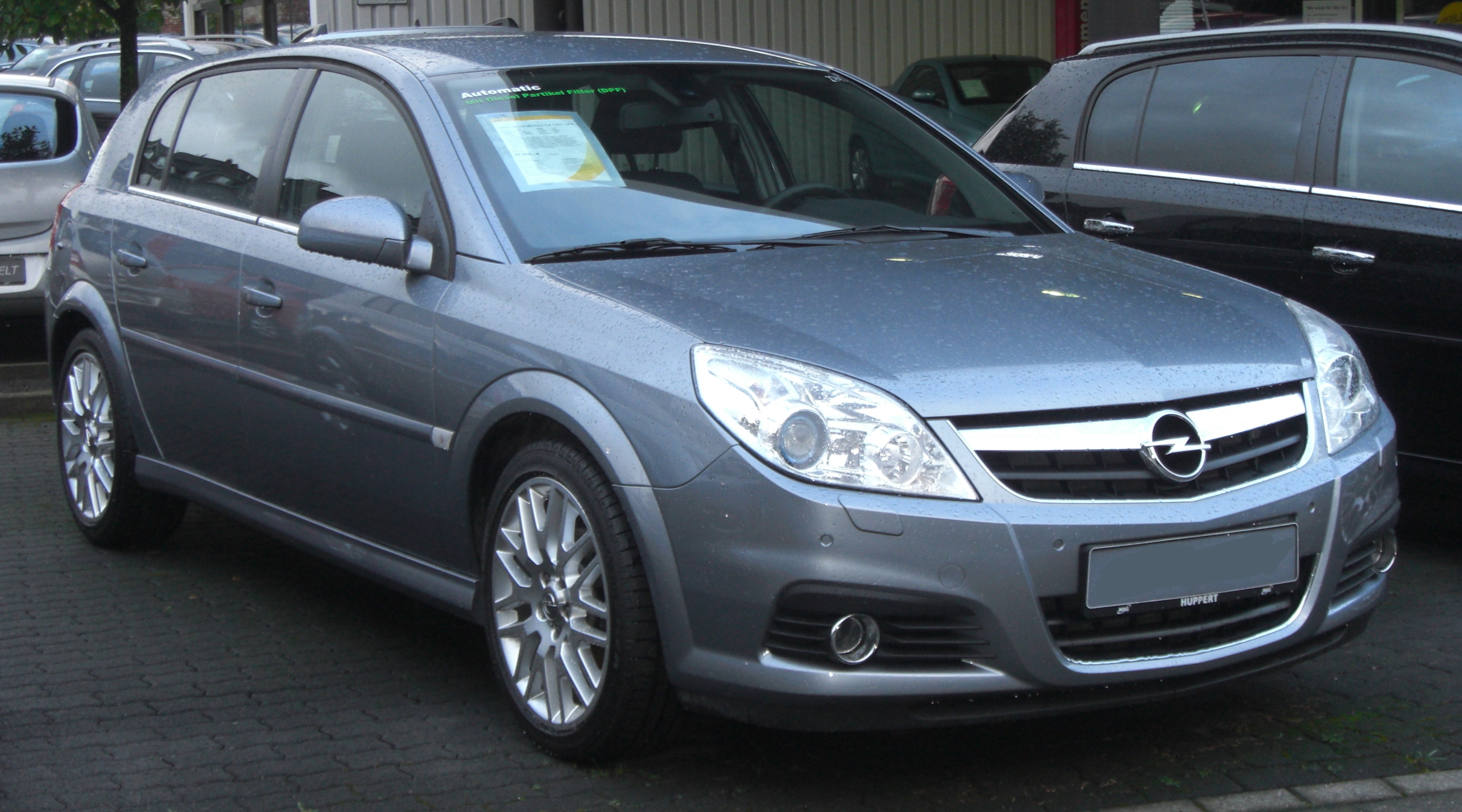
Opel Signum po faceliftingu

Samochód został zbudowany na bazie przedłużonej płyty podłogowej Vectry C Kombi GM Epsilon I wykorzystanej przy produkcji m.in. modelu Vectra C oraz Cadillac BLS, Fiat Croma i Saab 9-3 II. Pierwszy samochód koncepcyjny został zaprezentowany podczas targów motoryzacyjnych w Genewie w 1997 roku.
Druga wersja prototypu zadebiutowała w 2001 roku, a dwa lata później podczas targów motoryzacyjnych we Frankfurcie zaprezentowano produkcyjną wersję pojazdu. Była to luksusowa wersja Vectry C. Z zewnątrz przód pojazdu do słupka B przypomina Vectrę C. Zamiast tylnej kanapy znajdują się dwa oddzielne fotele z regulacją oparć oraz siedzisk.
W 2005 roku auto przeszło face lifting. Zmieniono m.in. atrapę chłodnicy, reflektory, zderzak, wloty powietrza w kształcie litery U. We wnętrzu pojazdu wprowadzono nowe materiały. Przy okazji liftingu do listy wyposażenia wprowadzono fotel kierowcy Multi Contour, system stabilizacji toru jazdy przyczepy, układ ogrzewania Quickheat oraz instalację telefonu komórkowego z interfejsem Bluetooth z kontrolą głosową.

### Wyposażenie
Standardowe wyposażenie pojazdu obejmuje m.in. 6 poduszek powietrznych, system aktywnych zagłówków, elektryczne sterowanie szyb, elektryczne sterowanie lusterek, klimatyzację, tempomat, czujniki deszczu, system ABS z ESP, komputer pokładowy oraz radio.
Opcjonalnie samochód wyposażyć można było m.in. skórzaną tapicerkę, elektrycznie regulowane fotele, dwustrefową klimatyzację automatyczną, rozbudowany tylny podłokietnik wyposażony w dwa rozkładane stoliczki, kilka schowków, system nawigacji GPS CD70 oraz DVD90 NAVI, a także lodówkę i boczne kurtyny powietrzne.

### Dane techniczne
| Silnik               | Pojemność skokowa (cm³) | Typ silnika        | Układ zasilania    | Średnica x skok cylindra (mm) | Stopień sprężania  | Moc maksymalna (KM (kW) przy obr/min) | Maksymalny moment obrotowy (Nm przy obr/min) | Przyspieszenie 0-100 km/h (s) | Prędkość maksymalna (km/h) |
| Silniki benzynowe:   | Silniki benzynowe:      | Silniki benzynowe: | Silniki benzynowe: | Silniki benzynowe:            | Silniki benzynowe: | Silniki benzynowe:                    | Silniki benzynowe:                           | Silniki benzynowe:            | Silniki benzynowe:         |
| -------------------- | ----------------------- | ------------------ | ------------------ | ----------------------------- | ------------------ | ------------------------------------- | -------------------------------------------- | ----------------------------- | -------------------------- |
| 1.8                  | 1796                    | R4, DOHC           | wtrysk             | 80,50 × 88,20                 | 10,5:1             | 122 (90) przy 6000 obr./min           | 167 przy 3800 obr./min                       | 12,2                          | 197                        |
| 2.0 Turbo            | 1998                    | R4, DOHC, turbo    | wtrysk             | 86,00 × 86,00                 | 9,5:1              | 175 (129) przy 5500 obr./min          | 265 przy 2500 obr./min                       | 9,4                           | 220                        |
| 2.2 Direct           | 2198                    | R4, DOHC           | wtrysk MPFi        | 86,00 × 94,60                 | 12,0:1             | 155 (114) przy 5600 obr./min          | 220 przy 3800 obr./min                       | 9,8                           | 211                        |
| 2.8 V6               | 2792                    | V6, DOHC, turbo    | wtrysk SMPFi       | 89,00 × 74,80                 | 9,5:1              | 230 (169) przy 5500 obr./min          | 330 przy 1800 obr./min                       | 7,6                           | 243                        |
| 2.8 V6 OPC           | 2792                    | V6, DOHC, turbo    | wtrysk SMPFi       | 89,00 × 74,80                 | 9,5:1              | 250 (184) przy 5500 obr./min          | 350 przy 1800 obr./min                       | 7,2                           | 250                        |
| 3.2 V6               | 3175                    | V6, DOHC           | wtrysk MPFi        | 87,50 × 88,00                 | 10,0:1             | 211 (155) przy 6200 obr./min          | 300 przy 4000 obr./min                       | 7,9                           | 237                        |
| Silniki wysokoprężne |                         |                    |                    |                               |                    |                                       |                                              |                               |                            |
| 1.9 CDTI             | 1910                    | R4, DOHC, turbo    | wtrysk common rail | 82,00 × 90,40                 | 17,5:1             | 120 (90) przy 3250 obr./min           | 280 przy 2000 obr./min                       | 12,2                          | 191                        |
| 1.9 CDTI             | 1910                    | R4, DOHC, turbo    | wtrysk common rail | 82,00 × 90,40                 | 17,5:1             | 150 (110) przy 4000 obr./min          | 315 przy 2000 obr./min                       | 10,5                          | 209                        |
| 2.0 DTI              | 1994                    | R4, DOHC, turbo    | wtrysk bezpośredni | 84,00 × 98,00                 | 18,5:1             | 100 (75) przy 4000 obr./min           | 230 przy 1500 obr./min                       | 14,0                          | 185                        |
| 2.2 DTI              | 2172                    | R4, SOHC, turbo    | wtrysk bezpośredni | 84,00 × 98,00                 | 18,5:1             | 125 (92) przy 3250 obr./min           | 280 przy 1500 obr./min                       | 11,2                          | 201                        |
| 3.0 CDTI V6          | 2958                    | V6, DOHC, turbo    | wtrysk common rail | 87,50 × 82,00                 | 18,5:1             | 177 (130) przy 4000 obr./min          | 370 przy 1900 obr./min                       | 9,4                           | 221                        |
| 3.0 CDTI V6          | 2958                    | V6, DOHC, turbo    | wtrysk common rail | 87,50 × 82,00                 | 18,5:1             | 184 (137) przy 4000 obr./min          | 400 przy 1900 obr./min                       | 9,2                           | 224                        |